# Hrabstwo Whitley (Kentucky)

Piramida wieku hrabstwa

Hrabstwo Whitley – hrabstwo w USA, w stanie Kentucky. Według danych z 2010 roku, hrabstwo zamieszkiwało 35637 osób. Siedzibą hrabstwa jest Williamsburg

## Miasta
- Williamsburg

## CDP
- Emlyn
- Pleasant View
- Rockholds